# Katholieke Hogeschool Sint-Lieven
KaHo Sint-Lieven was een Oost-Vlaamse katholieke hogeschool, ontstaan in 1995 na een fusie van 8 hogescholen. De school telt zo'n 6000 studenten en 700 personeelsleden. KaHo Sint-Lieven was lid van de Associatie KU Leuven. In 2009 sloot de school een bestuurlijk samenwerkingsakkoord met de hogeschool EHSAL (toen HUB-EHSAL), die op 1 januari 2014 uitmondde in een fusie. De nieuwe naam van de hogeschool is sinds september 2014 Odisee, terwijl de vroegere KaHo-opleiding Industrieel Ingenieur nu als universitaire richting deel uitmaakt van de Katholieke Universiteit Leuven als KU Leuven Technologiecampus Gent.
De hogeschool bood bachelor- en masteropleidingen aan in Gent, Aalst en Sint-Niklaas. Ook de Europese Master in Food Science, Technology en Nutrition kon men er volgen. Verder was er een ruim aanbod voortgezette en posthogeschoolopleidingen.

## Opleidingen
De opleidingen situeerden zich in de studiegebieden biotechniek, gezondheidszorg, handelswetenschappen en bedrijfskunde, industriële wetenschappen en technologie en nautische wetenschappen en onderwijs.

## Organisatie
KaHo Sint-Lieven behoorde tot de associatie van de KU Leuven en werd vertegenwoordigd in de Vlaamse Hogescholenraad (VLHORA).

## Trivia
Op deze school is er op de campus van het Rabot in Gent, ook een studentenclub: KILA. Deze houdt al jaren de vaandel hoog binnen de Genste clubs en is bekend om hun jaarlijks ribbetjesfestijn.
Op de Aalsterse campus was onder andere Norgy (onderwijs), A GOGO, Nursaia (verpleegkunde) en UltiMa (Handels-en Bedrijfswetenschappen) actief. In Sint-Niklaas had men de studentenclub Agropitalica (alle richtingen).